# Prünst (Gemeinde Rohrbach an der Gölsen)
Prünst ist eine Ortschaft und eine Katastralgemeinde der Gemeinde Rohrbach an der Gölsen im Bezirk Lilienfeld in Niederösterreich.

## Geschichte
Laut Adressbuch von Österreich waren im Jahr 1938 in Prünst und mehrere Landwirte ansässig.

## Siedlungsentwicklung
Zum Jahreswechsel 1979/1980 befanden sich in der Katastralgemeinde Prünst insgesamt 21 Bauflächen mit 17.487 m² und 43 Gärten auf 162.476 m², 1989/1990 gab es 25 Bauflächen. 1999/2000 war die Zahl der Bauflächen auf 36 angewachsen und 2009/2010 bestanden 20 Gebäude auf 33 Bauflächen.

## Bodennutzung
Die Katastralgemeinde ist landwirtschaftlich geprägt. 287 Hektar wurden zum Jahreswechsel 1979/1980 landwirtschaftlich genutzt und 182 Hektar waren forstwirtschaftlich geführte Waldflächen. 1999/2000 wurde auf 276 Hektar Landwirtschaft betrieben und 203 Hektar waren als forstwirtschaftlich genutzte Flächen ausgewiesen. Ende 2018 waren 273 Hektar als landwirtschaftliche Flächen genutzt und Forstwirtschaft wurde auf 198 Hektar betrieben. Die durchschnittliche Bodenklimazahl von Prünst beträgt 25,9 (Stand 2010).